# Дискография Джуди Коллинз
Дискография американской певицы и автора песен Джуди Коллинз включает в себя тридцать семь студийных альбомов, десять концертных альбомов и двенадцать сборников.

## Альбомы

### Студийные альбомы
| Название                                                                           | Детали                                                                           | Позиции в чартах | Позиции в чартах | Позиции в чартах | Сертификации       |
| Название                                                                           | Детали                                                                           | США              | АВС              | ВЕЛ              | Сертификации       |
| ---------------------------------------------------------------------------------- | -------------------------------------------------------------------------------- | ---------------- | ---------------- | ---------------- | ------------------ |
| A Maid of Constant Sorrow                                                          | - Выпущен: ноябрь 1961 - Лейбл: Elektra Records - Формат: LP                     | —                | —                | —                |                    |
| The Golden Apples of the Sun                                                       | - Выпущен: 1962 - Лейбл: Elektra Records - Формат: LP                            | —                | —                | —                |                    |
| Judy Collins #3                                                                    | - Выпущен: 1963 - Лейбл: Elektra Records - Формат: LP                            | 126              | —                | —                |                    |
| Fifth Album                                                                        | - Выпущен: сентябрь 1965 - Лейбл: Elektra Records - Формат: LP                   | 69               | —                | —                |                    |
| In My Life                                                                         | - Выпущен: ноябрь 1966 - Лейбл: Elektra Records - Формат: LP                     | 46               | —                | —                | - RIAA: Золотой    |
| Wildflowers                                                                        | - Выпущен: октябрь 1967 - Лейбл: Elektra Records - Формат: LP                    | 5                | —                | —                | - RIAA: Золотой    |
| Who Knows Where the Time Goes                                                      | - Выпущен: ноябрь 1968 - Лейбл: Elektra Records - Формат: LP                     | 29               | —                | —                | - RIAA: Золотой    |
| Whales & Nightingales                                                              | - Выпущен: август 1970 - Лейбл: Elektra Records - Формат: LP                     | 16               | —                | 17               | - RIAA: Золотой    |
| True Stories and Other Dreams                                                      | - Выпущен: январь 1973 - Лейбл: Elektra Records - Формат: LP                     | 27               | —                | —                |                    |
| Judith                                                                             | - Выпущен: 17 марта 1975 - Лейбл: Elektra Records - Формат: LP                   | 17               | 19               | 7                | - RIAA: Платиновый |
| Bread & Roses                                                                      | - Выпущен: ноябрь 1976 - Лейбл: Elektra Records - Формат: LP, 8-Trk, кассета     | 25               | 96               | —                |                    |
| Hard Times for Lovers                                                              | - Выпущен: февраль 1979 - Лейбл: Elektra Records - Формат: LP, 8-Trk, кассета    | 54               | —                | —                |                    |
| Running for My Life                                                                | - Выпущен: апрель 1980 - Лейбл: Elektra Records - Формат: LP, 8-Trk, кассета     | 142              | —                | —                |                    |
| Times of Our Lives                                                                 | - Выпущен: 1982 - Лейбл: Elektra Records - Формат: LP, кассета                   | 190              | —                | —                |                    |
| Home Again                                                                         | - Выпущен: 1984 - Лейбл: Elektra Records - Формат: LP, кассета                   | —                | —                | —                |                    |
| Amazing Grace                                                                      | - Выпущен: 1985 - Лейбл: Telstar Records - Формат: LP, CD                        | —                | 85               | 34               |                    |
| Trust Your Heart                                                                   | - Выпущен: 1987 - Лейбл: Gold Castle Records - Формат: LP, CD, кассета           | —                | —                | —                |                    |
| Fires of Eden                                                                      | - Выпущен: сентябрь 1990 - Лейбл: Columbia Records - Формат: LP, CD, кассета     | —                | —                | —                |                    |
| Baby’s Bedtime                                                                     | - Выпущен: 1990 - Лейбл: Lightyear Entertainment - Формат: CD                    | —                | —                | —                |                    |
| Baby’s Morningtime                                                                 | - Выпущен: 1990 - Лейбл: Lightyear Entertainment - Формат: CD                    | —                | —                | —                |                    |
| Judy Sings Dylan… Just Like a Woman                                                | - Выпущен: 1993 - Лейбл: Geffen Records - Формат: CD, кассета                    | —                | —                | —                |                    |
| Come Rejoice! A Judy Collins Christmas                                             | - Выпущен: 20 сентября 1994 - Лейбл: Mesa Recordings - Формат: CD                | —                | —                | —                |                    |
| Shameless                                                                          | - Выпущен: 18 июля 1995 - Лейбл: Mesa Recordings - Формат: CD, кассета           | —                | —                | —                |                    |
| Voices                                                                             | - Выпущен: 1995 - Лейбл: Wildflower Records - Формат: CD                         | —                | —                | —                |                    |
| Both Sides Now                                                                     | - Выпущен: 25 августа 1998 - Лейбл: Intersound Records - Формат: CD              | —                | —                | —                |                    |
| Classic Broadway                                                                   | - Выпущен: 21 сентября 1999 - Лейбл: Platinum Entertainment - Формат: CD         | —                | —                | —                |                    |
| All on a Wintry Night                                                              | - Выпущен: 24 октября 2000 - Лейбл: Wildflower Records - Формат: CD              | —                | —                | —                |                    |
| Portrait of an American Girl                                                       | - Выпущен: 29 марта 2005 - Лейбл: Wildflower Records - Формат: CD                | —                | —                | —                |                    |
| Judy Collins Sings Lennon and McCartney                                            | - Выпущен: 26 июня 2007 - Лейбл: Wildflower Records - Формат: CD, цифровой       | —                | —                | —                |                    |
| Paradise                                                                           | - Выпущен: июнь 2010 - Лейбл: Wildflower Records - Формат: CD, цифровой          | —                | —                | —                |                    |
| Bohemian                                                                           | - Выпущен: 18 октября 2011 - Лейбл: Wildflower Records - Формат: CD, цифровой    | —                | —                | —                |                    |
| Strangers Again                                                                    | - Выпущен: 18 сентября 2015 - Лейбл: Wildflower Records - Формат: CD, цифровой   | 77               | —                | —                |                    |
| Silver Skies Blue (совместно с Ари Хестом)                                         | - Выпущен: 3 июня 2016 - Лейбл: Wildflower Records - Формат: CD, цифровой        | —                | —                | —                |                    |
| A Love Letter to Stephen Sondheim                                                  | - Выпущен: 3 марта 2017 - Лейбл: Wildflower Records - Формат: CD, цифровой       | —                | —                | —                |                    |
| Everybody Knows (совместно со Стивеном Стиллзом)                                   | - Выпущен: 22 сентября 2017 - Лейбл: Wildflower Records - Формат: CD, цифровой   | 195              | —                | —                |                    |
| Winter Stories (совместно с Йонасом Фьелдом)                                       | - Выпущен: 29 ноября 2019 - Лейбл: Wildflower Records - Формат: CD, цифровой     | —                | —                | —                |                    |
| Spellbound                                                                         | - Выпущен: 25 февраля 2022 - Лейбл: Cleopatra Records - Формат: CD, LP, цифровой | —                | —                | —                |                    |
| Символ «—» означает, что альбом не попал в чарт или не выпускался в данной стране. |                                                                                  |                  |                  |                  |                    |

### Концертные альбомы
| Название                                                                           | Детали                                                                         | Позиции в чартах | Позиции в чартах | Позиции в чартах | Сертификации |
| Название                                                                           | Детали                                                                         | США              | АВС              | ВЕЛ              | Сертификации |
| ---------------------------------------------------------------------------------- | ------------------------------------------------------------------------------ | ---------------- | ---------------- | ---------------- | ------------ |
| The Judy Collins Concert                                                           | - Выпущен: октябрь 1964 - Лейбл: Elektra Records - Формат: LP                  | —                | —                | —                |              |
| Living                                                                             | - Выпущен: ноябрь 1971 - Лейбл: Elektra Records - Формат: LP                   | 64               | —                | —                |              |
| Sanity and Grace                                                                   | - Выпущен: февраль 1989 - Лейбл: Gold Castle Records - Формат: LP, CD, кассета | —                | —                | —                |              |
| Christmas at the Biltmore Estate                                                   | - Выпущен: 21 октября 1997 - Лейбл: Elektra Records - Формат: CD, кассета      | —                | —                | —                |              |
| Live at Wolf Trap                                                                  | - Выпущен: 4 февраля 2000 - Лейбл: Wildflower Records - Формат: CD             | —                | —                | —                |              |
| Wildflower Festival                                                                | - Выпущен: 25 марта 2003 - Лейбл: Wildflower Records - Формат: CD              | —                | —                | —                |              |
| Live at the Metropolitan Museum of Art                                             | - Выпущен: 16 октября 2012 - Лейбл: Wildflower Records - Формат: CD            | —                | —                | —                |              |
| Live in San Diego                                                                  | - Выпущен: 2012 - Лейбл: Immortal Records - Формат: CD                         | —                | —                | —                |              |
| Live in Ireland                                                                    | - Выпущен: 24 марта 2014 - Лейбл: Wildflower Records - Формат: CD, цифровой    | —                | —                | —                |              |
| Winter Stories: Live from the Oslo Opera House (совместно с Йонасом Фьелдом)       | - Выпущен: 11 сентября 2020 - Лейбл: Wildflower Records - Формат: CD, цифровой | —                | —                | —                |              |
| Символ «—» означает, что альбом не попал в чарт или не выпускался в данной стране. |                                                                                |                  |                  |                  |              |

### Сборники
| Название                                                                           | Детали                                                                       | Позиции в чартах | Позиции в чартах | Позиции в чартах | Сертификации       |
| Название                                                                           | Детали                                                                       | США              | АВС              | ВЕЛ              | Сертификации       |
| ---------------------------------------------------------------------------------- | ---------------------------------------------------------------------------- | ---------------- | ---------------- | ---------------- | ------------------ |
| Recollections                                                                      | - Выпущен: 1969 - Лейбл: Elektra Records - Формат: LP                        | 29               | —                | —                |                    |
| Colors of the Day                                                                  | - Выпущен: май 1972 - Лейбл: Elektra Records - Формат: LP                    | 37               | —                | —                | - RIAA: Платиновый |
| So Early in the Spring… The First 15 Years                                         | - Выпущен: 1977 - Лейбл: Elektra Records - Формат: LP                        | 42               | —                | —                |                    |
| Wind Beneath My Wings                                                              | - Выпущен: 26 февраля 1992 - Лейбл: LaserLight Digital - Формат: CD, кассета | —                | —                | —                |                    |
| Live at Newport                                                                    | - Выпущен: 25 октября 1994 - Лейбл: Vanguard Records - Формат: CD            | —                | —                | —                |                    |
| Sanity & Grace                                                                     | - Выпущен: 21 ноября 1995 - Лейбл: LaserLight Digital - Формат: CD           | —                | —                | —                |                    |
| Forever: An Anthology                                                              | - Выпущен: 28 октября 1997 - Лейбл: Elektra Records - Формат: CD             | —                | —                | —                |                    |
| The Very Best of Judy Collins                                                      | - Выпущен: 21 августа 2001 - Лейбл: Elektra Records - Формат: CD             | —                | —                | —                |                    |
| The Essential Judy Collins                                                         | - Выпущен: 1 июля 2004 - Лейбл: Cleopatra Records - Формат: CD               | —                | —                | —                |                    |
| Judy Collins Sings Leonard Cohen: Democracy                                        | - Выпущен: 31 августа 2004 - Лейбл: Elektra Records - Формат: CD             | —                | —                | —                |                    |
| Introducing… Judy Collins                                                          | - Выпущен: 22 августа 2006 - Лейбл: Elektra Records - Формат: CD             | —                | —                | —                |                    |
| White Bird: Anthology of Favorites                                                 | - Выпущен: 7 мая 2021 - Лейбл: Wildflower Records - Формат: CD, LP, цифровой | —                | —                | —                |                    |
| Символ «—» означает, что альбом не попал в чарт или не выпускался в данной стране. |                                                                              |                  |                  |                  |                    |